# John Grefe
John Alan Grefe (6 de setembre de 1947 a Hoboken, Nova Jersey - 22 de desembre de 2013 Berkeley (Califòrnia)) va ser un jugador d'escacs estatunidenc, que té el títol de Mestre Internacional des de 1975. Fou Campió dels Estats Units (ex aequo) el 1973.
A la llista d'Elo de la FIDE de setembre de 2010, hi tenia un Elo de 2316 punts, cosa que en feia el jugador número 122 (en actiu) dels Estats Units. Des de 1990, el seu màxim Elo va ser de 2425 punts, a la llista de gener de 1997 (posició 1084 al rànquing mundial).
|  |

## Resultats destacats en competició
El seu millor resultat fou un empat al primer lloc (amb Lubomir Kavalek) al Campionat d'escacs dels Estats Units de 1973. Grefe i Stuart Rachels són els únics jugadors des de 1948 que han guanyat el Campionat dels Estats Units (en solitari o conjuntament) sense haver mai assolit el títol de Gran Mestre. En l'època en la qual va guanyar el campionat, Grefe vivia a Berkeley (Califòrnia) i era seguidor del Guru Maharaj Ji.
Abans de guanyar el campionat nacional, Grefer havia tingut molts èxits en torneigs per sistema suís als Estats Units. Va empatar a la vuitena plaça en els campionats oberts dels Estats Units de 1969 i 1971, va empatar al primer lloc al National Open de 1971, empatà als llocs 4t-5è al Torneig de Lone Pine de 1971 i als llocs 4t-6è el 1973, i fou sisè al torneig obert dels Estats Units de 1973.

## Partides notables
- Una decisiva victòria al campionat dels EUA de 1973 contra Walter Browne (qui posteriorment guanyaria sis cops el Campionat dels Estats Units):

Grefe-Browne, Campionat dels Estats Units (1973)
1.e4 c5 2.Cf3 d6 3.d4 cxd4 4.Cxd4 Cf6 5.Cc3 a6 6.Ag5 e6 7.f4 Ae7 8.Df3 h6 9.Ah4 Dc7 10.0-0-0 Cbd7 11.Ae2 Tb8 12.Dg3 Tg8 13.Thf1 g5 14.fxg5 Ce5 15.Cf3 b5 16.Cxe5 b4 17.Cxf7 bxc3 18.gxf6 Txg3 19.fxe7 Tg5 20.Axg5 hxg5 21.Cxd6+ 1-0
- Una brillant partida contra el veterà Gran Mestre argentí Miguel Najdorf:

Grefe-Najdorf, Lone Pine (1976)
1.e4 e5 2.Cf3 d6 3.d4 Cf6 4.Cc3 Cbd7 5.Ac4 Ae7 6.O-O O-O 7.De2 c6 8.a4 Dc7 9.h3 exd4 10.Cxd4 Te8 11.Af4 Ce5 12.Ab3 Cfd7 13.Tad1 Af8 14.Ac1 Cc5 15.Aa2 d5 16.f4 Ced7 17.e5 Cb6 18.a5 Cbd7 19.Dh5 Ce6 20.Cf5 Dxa5 21.Tf3 Cb6 22.Tg3 g6 23.Dh4 Ca4 24.Txd5!? Db6+ A 24...cxd5, Shredder analitza 26.Cxd5 Ag7 27.Cxg7 Rxg7 28.Cf6 h5 29.f5 Th8 30.Cd7! Axd7 31.Df6+ Rg8 32.Rh2 seguit de Txg6+ o fxg6. 25.Ae3 Db4? Rybka considera el sacrifici de dama 25...Cxc3! 26.Axb6 Ce2+ 27.Rh2 axb6 com a favorable per les negres. 26.Tb5! Cxc3 27.Txb4 Ce2+ 28.Rh2 Cxg3 29.Dxg3 Axb4 30.Ch6+ Rh8 31.f5! Cd8 32.fxg6 fxg6 33.Df4 Af8 34.Cf7+ Cxf7 35.Dxf7 Ae6 36.Axe6 Ag7 37.Ad4 Tad8 38.Ac3 b5 39.Ad7 Tf8 40.De7 1-0